# مناخیر
ال مناخیر یک منطقهٔ مسکونی در اردن است که در استان عمان واقع شده‌است.